# Nazioni firmatarie del protocollo di Kyoto
Le nazioni firmatarie del protocollo di Kyoto sono i Paesi che hanno firmato e/o ratificato il protocollo di Kyoto, un trattato internazionale che si prepone di combattere il riscaldamento globale stipulato il 1997 ed entrato in vigore il 2005 dopo la ratifica del trattato stesso da parte della Russia, in quanto membro dell'UNFCCC.

## Entità statali firmatarie e ratificanti il protocollo di Kyoto
Nell'ottobre 2009 le nazioni firmatarie del protocollo di Kyoto erano 184, se escluse le isole Cook e Niue, che pur essendo poste sotto la sovranità della Nuova Zelanda, aderiscono all'UNFCCC separatamente da essa, e l'UE, che costituisce un ente separato dai suoi Stati membri.

### Paesi indipendenti firmatari e ratificanti il protocollo di Kyoto
|       | Nazione                              | UNFCCC                     | Annesso              | % for ratification | Riduzione richiesta entro il 2012 | Firma             | Ratifica          | Note |
| ----- | ------------------------------------ | -------------------------- | -------------------- | ------------------ | --------------------------------- | ----------------- | ----------------- | --- |
| 1     | Figi                                 | Membro                     |                      |                    |                                   | 17 settembre 1998 | 17 settembre 1998 | |
| 2     | Antigua e Barbuda                    | Membro                     |                      |                    |                                   | 16 marzo 1998     | 3 novembre 1998   | |
| 3     | Tuvalu                               | Membro                     |                      |                    |                                   | 16 novembre 1998  | 16 novembre 1998  | |
| 4     | Maldive                              | Membro                     |                      |                    |                                   | 16 marzo 1998     | 30 dicembre 1998  | |
| 5     | Turkmenistan                         | Membro                     |                      |                    |                                   | 28 settembre 1998 | 11 gennaio 1999   | |
| 6     | Trinidad e Tobago                    | Membro                     |                      |                    |                                   | 7 gennaio 1999    | 28 gennaio 1999   | |
| 7     | Panama                               | Membro                     |                      |                    |                                   | 8 giugno 1998     | 5 marzo 1999      | |
| 8     | Bahamas                              | Membro                     |                      |                    |                                   |                   | 9 aprile 1999     | |
| 9     | Georgia                              | Membro                     |                      |                    |                                   |                   | 16 giugno 1999    | |
| 10    | Micronesia                           | Membro                     |                      |                    |                                   | 17 marzo 1998     | 21 giugno 1999    | |
| 11    | Giamaica                             | Membro                     |                      |                    |                                   |                   | 28 giugno 1999    | |
| 12    | Cipro                                | Membro                     |                      |                    |                                   |                   | 16 luglio 1999    | - |
| 13    | Paraguay                             | Membro                     |                      |                    |                                   | 25 agosto 1998    | 27 agosto 1999    | |
| 14    | Guatemala                            | Membro                     |                      |                    |                                   | 10 luglio 1998    | 5 ottobre 1999    | |
| 15    | Uzbekistan                           | Membro                     |                      |                    |                                   | 20 novembre 1998  | 12 ottobre 1999   | |
| 16    | Nicaragua                            | Membro                     |                      |                    |                                   | 7 luglio 1998     | 18 novembre 1999  | |
| 17    | Bolivia                              | Membro                     |                      |                    |                                   | 9 luglio 1998     | 30 novembre 1999  | |
| 18    | Palau                                | Membro                     |                      |                    |                                   |                   | 10 dicembre 1999  | |
| 19    | Mongolia                             | Membro                     |                      |                    |                                   |                   | 15 dicembre 1999  | |
| 20    | Ecuador                              | Membro                     |                      |                    |                                   | 15 gennaio 1999   | 13 gennaio 2000   | |
| 21    | El Salvador                          | Membro                     |                      |                    |                                   | 8 giugno 1998     | 13 gennaio 2000   | |
| 22    | Honduras                             | Membro                     |                      |                    |                                   | 25 febbraio 1999  | 19 luglio 2000    | |
| 23    | Barbados                             | Membro                     |                      |                    |                                   |                   | 7 agosto 2000     | |
| 24    | Guinea Equatoriale                   | Membro                     |                      |                    |                                   |                   | 16 agosto 2000    | |
| 25    | Lesotho                              | Membro                     |                      |                    |                                   |                   | 6 settembre 2000  | |
| 26    | Guinea                               | Membro                     |                      |                    |                                   |                   | 7 settembre 2000  | |
| 27    | Kiribati                             | Membro                     |                      |                    |                                   |                   | 7 settembre 2000  | |
| 28    | Messico                              | Membro                     |                      |                    |                                   | 9 giugno 1998     | 7 settembre 2000  | |
| 29    | Azerbaigian                          | Membro                     |                      |                    |                                   |                   | 28 settembre 2000 | |
| 30    | Samoa                                | Membro                     |                      |                    |                                   | 16 marzo 1998     | 27 novembre 2000  | |
| 31    | Uruguay                              | Membro                     |                      |                    |                                   | 29 luglio 1998    | 5 febbraio 2001   | |
| 32    | Romania                              | Membro                     | I                    | 1.24%              | -8%                               | 5 gennaio 1999    | 19 marzo 2001     | |
| 33    | Mauritius                            | Membro                     |                      |                    |                                   |                   | 9 maggio 2001     | |
| 34    | Gambia                               | Membro                     |                      |                    |                                   |                   | 1º giugno 2001    | |
| 35    | Vanuatu                              | Membro                     |                      |                    |                                   |                   | 17 luglio 2001    | |
| 36    | Senegal                              | Membro                     |                      |                    |                                   |                   | 20 luglio 2001    | |
| 37    | Nauru                                | Membro                     |                      |                    |                                   |                   | 16 agosto 2001    | |
| 38    | Argentina                            | Membro                     |                      |                    |                                   | 16 marzo 1998     | 28 settembre 2001 | |
| 39    | Burundi                              | Membro                     |                      |                    |                                   |                   | 18 ottobre 2001   | |
| 40    | Bangladesh                           | Membro                     |                      |                    |                                   |                   | 22 ottobre 2001   | |
| 41    | Malawi                               | Membro                     |                      |                    |                                   |                   | 26 ottobre 2001   | |
| 42    | Malta                                | Membro                     |                      |                    |                                   | 17 aprile 1998    | 11 novembre 2001  | [ 2 ] |
| 43    | Repubblica Ceca                      | Membro                     | I                    | 1.24%              | -8%                               | 23 novembre 1998  | 15 novembre 2001  | |
| 44    | Colombia                             | Membro                     |                      |                    |                                   |                   | 30 novembre 2001  | |
| 45    | Marocco                              | Membro                     |                      |                    |                                   |                   | 25 gennaio 2002   | |
| 46    | Repubblica Dominicana                | Membro                     |                      |                    |                                   |                   | 12 febbraio 2002  | |
| 47    | Benin                                | Membro                     |                      |                    |                                   |                   | 25 febbraio 2002  | |
| 48    | Gibuti                               | Membro                     |                      |                    |                                   |                   | 12 marzo 2002     | |
| 49    | Uganda                               | Membro                     |                      |                    |                                   |                   | 25 marzo 2002     | |
| 50    | Mali                                 | Membro                     |                      |                    |                                   | 27 gennaio 1999   | 28 marzo 2002     | |
| 51    | Papua Nuova Guinea                   | Membro                     |                      |                    |                                   | 2 marzo 1999      | 28 marzo 2002     | |
| 52    | Cuba                                 | Membro                     |                      |                    |                                   | 15 marzo 1999     | 30 aprile 2002    | |
| 53    | Isole Cook                           | Membro                     |                      |                    |                                   | 16 settembre 1998 | 27 agosto 2001    | |
| 54    | Niue                                 | Membro                     |                      |                    |                                   | 8 dicembre 1998   | 6 maggio 1999     | |
| 55    | Islanda                              | Membro                     | I, II                | 0.02%              | +10%                              |                   | 23 maggio 2002    | |
| 56    | Norvegia                             | Membro                     | I, II                | 0.26%              | +1%                               | 29 aprile 1998    | 30 maggio 2002    | |
| 57-72 | UE                                   | Membro                     | I, II                | 31.68%             | -8%                               | 29 aprile 1998    | 31 maggio 2002    | Tutte le ratifiche degli Stati membri dell'Unione europea sono depositate simultaneamente.                                   |
| 57    | Austria                              | Membro                     | I, II                | 0.4%               | -8% (-13%)                        | 24 settembre 1998 | 31 maggio 2002    | |
| 58    | Belgio                               | Membro                     | I, II                | 0.8%               | -8% (-7.5%)                       | 29 aprile 1998    | 31 maggio 2002    | |
| 59    | Danimarca                            | Membro                     | I, II                | 0.4%               | -8% (-21%)                        | 29 aprile 1998    | 31 maggio 2002    | : applicato |
| 60    | Finlandia                            | Membro                     | I, II                | 0.4%               | -8% (0%)                          | 29 aprile 1998    | 31 maggio 2002    | |
| 61    | Francia                              | Membro                     | I, II                | 2.7%               | -8% (0%)                          | 29 aprile 1998    | 31 maggio 2002    | |
| 62    | Germania                             | Membro                     | I, II                | 7.4%               | -8% (-21%)                        | 29 aprile 1998    | 31 maggio 2002    | |
| 63    | Grecia                               | Membro                     | I, II                | 0.6%               | -8% (+25%),                       | 29 aprile 1998    | 31 maggio 2002    | |
| 64    | Irlanda                              | Membro                     | I, II                | 0.2%               | -8% (+13%),                       | 29 aprile 1998    | 31 maggio 2002    | |
| 65    | Italia                               | Membro                     | I, II                | 3.1%               | -8% (-6.5%)                       | 29 aprile 1998    | 31 maggio 2002    | |
| 66    | Lussemburgo                          | Membro                     | I, II                | 0.1%               | -8% (-28%)                        | 29 aprile 1998    | 31 maggio 2002    | |
| 67    | Paesi Bassi                          | Membro                     | I, II                | 1.2%               | -8% (-6%)                         | 29 aprile 1998    | 31 maggio 2002    | |
| 68    | Portogallo                           | Membro                     | I, II                | 0.3%               | -8% (+27%),                       | 29 aprile 1998    | 31 maggio 2002    | |
| 69    | Spagna                               | Membro                     | I, II                | 1.9%               | -8% (+15%),                       | 29 aprile 1998    | 31 maggio 2002    | |
| 70    | Svezia                               | Membro                     | I, II                | 0.4%               | -8% (+4%),                        | 29 aprile 1998    | 31 maggio 2002    | |
| 71    | Regno Unito                          | Membro                     | I, II                | 4.3%               | -8% (-12.5%)                      | 29 aprile 1998    | 31 maggio 2002    | |
| 72    | Slovacchia                           | Membro                     | I                    | 0.42%              | -8%                               | 26 febbraio 1998  | 31 maggio 2002    | |
| 73    | Giappone                             | Membro                     | I, II                | 8.55%              | -6%                               | 28 aprile 1998    | 4 giugno 2002     | |
| 74    | Lettonia                             | Membro                     | I                    | 0.17%              | -8%                               | 14 dicembre 1998  | 5 luglio 2002     | |
| 75    | Seychelles                           | Membro                     |                      |                    |                                   | 20 marzo 1998     | 22 luglio 2002    | |
| 76    | Sudafrica                            | Membro                     |                      |                    |                                   |                   | 31 luglio 2002    | |
| 77    | Slovenia                             | Membro                     | I                    | -                  | -8%                               | 21 ottobre 1998   | 2 agosto 2002     | |
| 78    | Grenada                              | Membro                     |                      |                    |                                   |                   | 6 agosto 2002     | |
| 79    | Costa Rica                           | Membro                     |                      |                    |                                   | 27 aprile 1998    | 9 agosto 2002     | |
| 80    | Bulgaria                             | Membro                     | I                    | 0.6%               | -8%                               | 18 settembre 1998 | 15 agosto 2002    | |
| 81    | Ungheria                             | Membro                     | I                    | 0.52%              | -6%                               |                   | 21 agosto 2002    | |
| 82    | Cambogia                             | Membro                     |                      |                    |                                   |                   | 22 agosto 2002    | |
| 83    | Brasile                              | Membro                     |                      |                    |                                   | 29 aprile 1998    | 23 agosto 2002    | |
| 84    | Bhutan                               | Membro                     |                      |                    |                                   |                   | 26 agosto 2002    | |
| 85    | Cile                                 | Membro                     |                      |                    |                                   | 17 giugno 1998    | 26 agosto 2002    | |
| 86    | India                                | Membro                     |                      |                    |                                   |                   | 26 agosto 2002    | |
| 87    | Tanzania                             | Membro                     |                      |                    |                                   |                   | 26 agosto 2002    | |
| 88    | Camerun                              | Membro                     |                      |                    |                                   |                   | 28 agosto 2002    | |
| 89    | Thailandia                           | Membro                     |                      |                    |                                   | 2 febbraio 1999   | 28 agosto 2002    | |
| 90    | Cina                                 | Membro                     |                      |                    |                                   | 29 maggio 1998    | 30 agosto 2002    | |
| 91    | Sri Lanka                            | Membro                     |                      |                    |                                   |                   | 3 settembre 2002  | |
| 92    | Malaysia                             | Membro                     |                      |                    |                                   | 12 marzo 1999     | 4 settembre 2002  | |
| 93    | Perù                                 | Membro                     |                      |                    |                                   | 13 novembre 1998  | 12 settembre 2002 | |
| 94    | Vietnam                              | Membro                     |                      |                    |                                   | 3 dicembre 1998   | 25 settembre 2002 | |
| 95    | Estonia                              | Membro                     | I                    | 0,28%              | -8%                               | 3 dicembre 1998   | 14 ottobre 2002   | |
| 96    | Liberia                              | Membro                     |                      |                    |                                   |                   | 5 novembre 2002   | |
| 97    | Corea del Sud                        | Membro                     |                      |                    |                                   | 25 settembre 1998 | 8 novembre 2002   | |
| 98    | Polonia                              | Membro                     | I                    | 3,02%              | -6%                               | 15 luglio 1998    | 13 dicembre 2002  | |
| 99    | Canada                               | Membro                     | I, II                | 3,33%              | -6%                               | 29 aprile 1998    | 17 dicembre 2002  | |
| 100   | Nuova Zelanda                        | Membro                     | I, II                | 0,19%              | 0%                                | 22 maggio 1998    | 19 dicembre 2002  | I territori sotto sovranità neozelandese delle isole Cook e di Niue sono membri dell'UNFCCC separatamente da questo Paese    |
| 101   | Lituania                             | Membro                     | I                    | -                  | -8%                               | 21 settembre 1998 | 3 gennaio 2003    | |
| 102   | Giordania                            | Membro                     |                      |                    |                                   |                   | 17 gennaio 2003   | |
| 103   | Tunisia                              | Membro                     |                      |                    |                                   |                   | 22 gennaio 2003   | |
| 104   | Laos                                 | Membro                     |                      |                    |                                   |                   | 6 febbraio 2003   | |
| 105   | Isole Salomone                       | Membro                     |                      |                    |                                   | 29 settembre 1998 | 13 marzo 2003     | |
| 106   | Moldavia                             | Membro                     |                      |                    |                                   |                   | 22 aprile 2003    | |
| 107   | Armenia                              | Membro                     |                      |                    |                                   |                   | 25 aprile 2003    | |
| 108   | Kirghizistan                         | Membro                     |                      |                    |                                   |                   | 13 maggio 2003    | |
| 109   | Ghana                                | Membro                     |                      |                    |                                   |                   | 30 maggio 2003    | |
| 110   | Svizzera                             | Membro                     | I, II                | 0.32%              | -8%                               | 16 marzo 1998     | 9 luglio 2003     | |
| 111   | Guyana                               | Membro                     |                      |                    |                                   |                   | 5 agosto 2003     | |
| 112   | Botswana                             | Membro                     |                      |                    |                                   |                   | 8 agosto 2003     | |
| 113   | Isole Marshall                       | Membro                     |                      |                    |                                   | 17 marzo 1998     | 11 agosto 2003    | |
| 114   | Birmania                             | Membro                     |                      |                    |                                   |                   | 13 agosto 2003    | |
| 115   | Saint Lucia                          | Membro                     |                      |                    |                                   | 16 marzo 1998     | 20 agosto 2003    | |
| 116   | Namibia                              | Membro                     |                      |                    |                                   |                   | 4 settembre 2003  | |
| 117   | Madagascar                           | Membro                     |                      |                    |                                   |                   | 24 settembre 2003 | |
| 118   | Belize                               | Membro                     |                      |                    |                                   |                   | 26 settembre 2003 | |
| 119   | Filippine                            | Membro                     |                      |                    |                                   | 15 aprile 1998    | 20 novembre 2003  | |
| 120   | Israele                              | Membro                     |                      |                    |                                   | 16 dicembre 1998  | 15 marzo 2004     | |
| 121   | Ucraina                              | Membro                     | I                    | -                  | 0%                                | 15 marzo 1999     | 12 aprile 2004    | |
| 122   | Togo                                 | Membro                     |                      |                    |                                   |                   | 2 luglio 2004     | |
| 123   | Ruanda                               | Membro                     |                      |                    |                                   |                   | 22 luglio 2004    | |
| 124   | Yemen                                | Membro                     |                      |                    |                                   |                   | 15 settembre 2004 | |
| 125   | Niger                                | Membro                     |                      |                    |                                   | 23 ottobre 1998   | 30 settembre 2004 | |
| 126   | Sudan                                | Membro                     |                      |                    |                                   |                   | 2 novembre 2004   | |
| 127   | Russia                               | Membro                     | I                    | 17.4%              | 0%                                | 11 marzo 1999     | 18 novembre 2004  | Con la ratifica da parte della Russia il 55% delle diossine prodotte dal carbone nel 1990 sono state incluse nell'Annesso I. |
| 128   | Macedonia del Nord                   | Membro                     |                      |                    |                                   |                   | 18 novembre 2004  | |
| 129   | Indonesia                            | Membro                     |                      |                    |                                   | 13 luglio 1998    | 3 dicembre 2004   | |
| 130   | Liechtenstein                        | Membro                     | I                    | 0.0015%            | -8%                               | 29 giugno 1998    | 3 dicembre 2004   | |
| 131   | Nigeria                              | Membro                     |                      |                    |                                   |                   | 10 dicembre 2004  | |
| 132   | Saint Vincent e Grenadine (bandiera) | Membro                     |                      |                    |                                   | 19 marzo 1998     | 31 dicembre 2004  | |
| 133   | Pakistan                             | Membro                     |                      |                    |                                   |                   | 11 gennaio 2005   | |
| 134   | Qatar                                | Membro                     |                      |                    |                                   |                   | 11 gennaio 2005   | |
| 135   | Egitto                               | Membro                     |                      |                    |                                   | 15 marzo 1999     | 12 gennaio 2005   | |
| 136   | Mozambico                            | Membro                     |                      |                    |                                   |                   | 18 gennaio 2005   | |
| 137   | Oman                                 | Membro                     |                      |                    |                                   |                   | 19 gennaio 2005   | |
| 138   | Dominica                             | Membro                     |                      |                    |                                   |                   | 25 gennaio 2005   | |
| 139   | Emirati Arabi Uniti                  | Membro                     |                      |                    |                                   |                   | 26 gennaio 2005   | |
| 140   | Arabia Saudita                       | Membro                     |                      |                    |                                   |                   | 31 gennaio 2005   | |
| 141   | Algeria                              | Membro                     |                      |                    |                                   |                   | 16 febbraio 2005  | |
| 142   | Venezuela                            | Membro                     |                      |                    |                                   |                   | 18 febbraio 2005  | |
| 143   | Kenya                                | Membro                     |                      |                    |                                   |                   | 25 febbraio 2005  | |
| 144   | Kuwait                               | Membro                     |                      |                    |                                   |                   | 11 marzo 2005     | |
| 145   | Repubblica Democratica del Congo     | Membro                     |                      |                    |                                   |                   | 23 marzo 2005     | |
| 146   | Burkina Faso                         | Membro                     |                      |                    |                                   |                   | 31 marzo 2005     | |
| 147   | Albania                              | Membro                     |                      |                    |                                   |                   | 1º aprile 2005    | |
| 148   | Etiopia                              | Membro                     |                      |                    |                                   |                   | 14 aprile 2005    | |
| 149   | Corea del Nord                       | Membro                     |                      |                    |                                   |                   | 27 aprile 2005    | |
| 150   | Haiti                                | Membro                     |                      |                    |                                   |                   | 6 luglio 2005     | |
| 151   | Mauritania                           | Membro                     |                      |                    |                                   |                   | 22 luglio 2005    | |
| 152   | Eritrea                              | Membro                     |                      |                    |                                   |                   | 28 luglio 2005    | |
| 153   | Iran                                 | Membro                     |                      |                    |                                   |                   | 22 agosto 2005    | |
| 154   | Bielorussia                          | Membro                     | I                    | -                  | niente ancora                     |                   | 26 agosto 2005    | |
| 155   | Nepal                                | Membro                     |                      |                    |                                   |                   | 16 settembre 2005 | |
| 156   | Guinea-Bissau                        | Membro                     |                      |                    |                                   |                   | 18 novembre 2005  | |
| 157   | eSwatini                             | Membro                     |                      |                    |                                   |                   | 13 gennaio 2006   | |
| 158   | Siria                                | Membro                     |                      |                    |                                   |                   | 27 gennaio 2006   | |
| 159   | Bahrein                              | Membro                     |                      |                    |                                   |                   | 31 gennaio 2006   | |
| 160   | Capo Verde                           | Membro                     |                      |                    |                                   |                   | 10 febbraio 2006  | |
| 161   | Monaco                               | Membro                     | I                    | 0.0015%            | -8%                               | 29 aprile 1998    | 27 febbraio 2006  | |
| 162   | Singapore                            | Membro                     |                      |                    |                                   |                   | 12 aprile 2006    | |
| 163   | Zambia                               | Membro                     |                      |                    |                                   | 5 agosto 1998     | 7 luglio 2006     | |
| 164   | Libia                                | Membro                     |                      |                    |                                   |                   | 24 agosto 2006    | |
| 165   | Suriname                             | Membro                     |                      |                    |                                   |                   | 25 settembre 2006 | |
| 166   | Sierra Leone                         | Membro                     |                      |                    |                                   |                   | 10 novembre 2006  | |
| 167   | Libano                               | Membro                     |                      |                    |                                   |                   | 13 novembre 2006  | |
| 168   | Gabon                                | Membro                     |                      |                    |                                   |                   | 12 dicembre 2006  | |
| 169   | Repubblica del Congo                 | Membro                     |                      |                    |                                   |                   | 12 febbraio 2007  | |
| 170   | Bosnia ed Erzegovina                 | Membro                     |                      |                    |                                   |                   | 16 aprile 2007    | |
| 171   | Costa d'Avorio                       | Membro                     |                      |                    |                                   |                   | 23 aprile 2007    | |
| 172   | Croazia                              | Membro                     | I                    | -                  | -5%                               | 11 marzo 1999     | 27 aprile 2007    | |
| 173   | Angola                               | Membro                     |                      |                    |                                   |                   | 8 maggio 2007     | |
| 174   | Montenegro                           | Membro                     |                      |                    |                                   |                   | 4 giugno 2007     | |
| 175   | Serbia                               | Membro                     |                      |                    |                                   |                   | 24 settembre 2007 | |
| 176   | Australia                            | Membro                     | I, II                | 2.1%               | +8%                               | 29 aprile 1998    | 3 dicembre 2007   | |
| 177   | Tonga                                | Membro                     |                      |                    |                                   |                   | 14 gennaio 2008   | |
| 178   | Repubblica Centrafricana             | Membro                     |                      |                    |                                   |                   | 18 marzo 2008     | |
| 179   | Saint Kitts e Nevis                  | Membro                     |                      |                    |                                   |                   | 8 aprile 2008     | |
| 180   | Comore                               | Membro                     |                      |                    |                                   |                   | 10 aprile 2008    | |
| 181   | São Tomé e Príncipe                  | Membro                     |                      |                    |                                   |                   | 24 luglio 2008    | |
| 182   | Timor Est                            | Membro                     |                      |                    |                                   |                   | 14 ottobre 2008   | |
| 183   | Tagikistan                           | Membro                     |                      |                    |                                   |                   | 5 gennaio 2009    | |
| 184   | Turchia                              | Membro                     | I, II (fino al 2001) | -                  | [ 10 ]                            |                   | 28 maggio 2009    | [ 12 ] [ 13 ] [ 14 ] [ 15 ] [ 16 ]                                                                                           |
| 185   | Kazakistan                           | Membro                     | [ 17 ]               | -                  | [ 19 ]                            | 12 marzo 1999     | 19 giugno 2009    | |
| 186   | Zimbabwe                             | Membro                     |                      |                    |                                   |                   | 30 giugno 2009    | |
| TOT   | Totale                               | Membri: 186 Osservatori: 0 | I (39) II (22)       | 63,9%              | -% (31) 0% (3) +% (3)             |                   |                   | |

### Dipendenze firmatarie e ratificanti il protocollo di Kyoto
| Nazione | Nazione         | UNFCCC        | Annesso | % for ratification | Riduzione obiettivo entro il 2008-2012 | Firmatarie | Data di ratifica | Note |
| ------- | --------------- | ------------- | ------- | ------------------ | -------------------------------------- | ---------- | ---------------- | ---- |
| 1       | Groenlandia     | Applicante    |         |                    |                                        |            |                  |      |
| 2       | Guadalupa       | Applicante    |         |                    |                                        |            |                  |      |
| 3       | Guyana francese | Applicante    |         |                    |                                        |            |                  |      |
| 4       | Hong Kong       | Applicante    |         |                    |                                        |            |                  |      |
| 5       | Martinica       | Applicante    |         |                    |                                        |            |                  |      |
| 6       | La Riunione     | Applicante    |         |                    |                                        |            |                  |      |
| TOT     | Totale          | Applicanti: 6 |         |                    |                                        |            |                  |      |

## Entità statali che hanno firmato ma non hanno ratificato il protocollo di Kyoto
| Entità statale | Entità statale | UNFCCC                     | Annesso      | % for ratification | Obiettivo di riduzione entro 2008/12 | Data di firmatarie | Data di ratifica |  |
| -------------- | -------------- | -------------------------- | ------------ | ------------------ | ------------------------------------ | ------------------ | ---------------- |  |
| 1              | USA            | Membro                     | I, II        | 36,1%              | -7%                                  | 12 novembre 1998   |                  |  |
| 1              | Totale         | Membri (1) Osservatori (0) | I (1) II (1) | 36,1%              | -% (1) 0% (0) +% (0 )                |                    |                  |  |

## Entità statali che non hanno applicato il protocollo di Kyoto
| Entità statale | Entità statale                       | UNFCCC                                         |
| -------------- | ------------------------------------ | ---------------------------------------------- |
| 1              | Afghanistan                          | Membro                                         |
| 2              | Andorra                              | Osservatore                                    |
| 3              | Antille Olandesi                     | Non applicante                                 |
| 4              | Aruba                                | Non applicante                                 |
| 5              | Brunei                               | Membro                                         |
| 6              | Ciad                                 | Membro                                         |
| 7              | Città del Vaticano                   | Osservatore                                    |
| 8              | Iraq                                 | Osservatore                                    |
| 9              | Fær Øer                              | Non applicante                                 |
| 10             | Macao                                | Non applicante                                 |
| 11             | Mayotte                              | Non applicante                                 |
| 12             | Nuova Caledonia                      | Non applicante                                 |
| 13             | Palestina                            | Non applicante                                 |
| 14             | Polinesia francese                   | Non applicante                                 |
| 15             | Sahara Occidentale                   | Non applicante                                 |
| 16             | Saint-Pierre e Miquelon              | Non applicante                                 |
| 17             | San Marino                           | Membro                                         |
| 18             | Somalia                              | Osservatore                                    |
| 19             | Taiwan                               | Non applicante                                 |
| 20             | Terre Australi e Antartiche Francesi | Non applicante                                 |
| 21             | Tokelau                              | Non applicante                                 |
| 22             | Wallis e Futuna                      | Non applicante                                 |
| 22             | Totale                               | Membri (4) Osservatori (4) Non applicanti (14) |